# Boudewijn Zenden
Boudewijn "Bolo" Zenden ( pronunție (ajutor·info); n. 15 august 1976, Maastricht) este un jucător neerlandez de fotbal care a evoluat, ultima dată, la clubul din Anglia Sunderland A.F.C.